# スフィア 球体
『スフィア -球体-』 (Sphere) は、1987年に出版されたマイケル・クライトンによるSF小説。

## あらすじ
心理学者ノーマン・ジョンソンは、アメリカ海軍に呼ばれて太平洋へ飛んだ。軍によると、海底に宇宙船を発見したらしい。ノーマンは動物学者のベスや数学者のハリーらとともに、海軍に言われるまま海底へ潜るが、そこで彼らが見たものは、未知の力を発する球体だった。

## 日本語訳
- 『スフィア 球体』（中野圭二訳、早川書房） 1993年

## ラジオドラマ版
1993年7月19日から7月30日まで、NHK-FMの『青春アドベンチャー』にて全10回で放送された。じんのひろあき脚色、中島由貴演出、主人公のノーマン役は西岡徳馬が演じている。

## 映画版
1998年には、ワーナー・ブラザースによって『スフィア』の邦題で映画化された。